# Championnat de France de futsal 2022-2023
Navigation
Saison 2021-2022 Saison 2023-2024
La Division 1 2022-2023 est la seizième édition du Championnat de France de futsal. Le plus haut niveau de futsal en France oppose cette saison onze clubs en une série de vingt rencontres jouées de septembre 2022 à mai 2023.
L'Étoile lavalloise domine le championnat tout du long, ne s'inclinant qu'à une seule reprise durant la phase régulière. Le champion en titre et recordman de titres Sporting Paris, Nantes MF et Mouvaux Lille MF obtiennent les trois autres places qualificatives pour la phase finale, qui effectue son retour pour cette édition. Laval et le Sporting s'affrontent en finale, deux semaines après la même affiche en Coupe de France. Le vainqueur est le même, l'Étoile lavalloise, qui devient le quatrième club à réaliser le doublé Coupe-Championnat.
Tombé dernier lors des dernières secondes de l'ultime journée, le promu Marcouville City CPA fait l'ascenseur et retourne en Division 2. Il est remplacé par les deux vainqueurs de groupe de D2, afin que la D1 repasse à douze clubs en 2023-2024.

## Organisation

### Format de la compétition
Organisé par la Fédération Française de Football, le championnat de D1 se dispute en deux phases : la phase préliminaire, mettant aux prises tous les clubs qui s'affrontent en matchs aller-retour, et la phase finale pour les quatre premiers. 
La première phase ne comporte que onze équipes lors de cette édition 2022-2023. La compétition reprend le samedi 3 septembre 2022 pour le compte de la première journée. La phase aller s’étend jusqu’au samedi 10 décembre (onzième journée). La dernière journée a lieu le samedi 13 mai 2023 (22e journée). Les rencontres se déroulent en principe le samedi à 16h00.
L'édition 2022-2023 voit le retour des play-offs appelé « phase finale ». Les demi-finales aller se déroulent le samedi 27 mai 2023 et les matchs retour ont lieu le samedi 3 juin 2023. Selon le règlement de la compétition, les demi-finales opposent le club classé 1er au classement au 4ème et le 2ème au 3ème, sachant que le club le mieux classé reçoit au match retour. La finale du championnat aura lieu le samedi 17 juin 2023. Le terrain de la finale est désigné par la Commission d’organisation. Le vainqueur de la finale des play-offs est sacré champion de France et proposé au Comité exécutif de la FFF pour représenter la FFF en Ligue des champions de l'UEFA,.
En temps normal, les deux derniers sont relégués en Division 2, où les premiers de chacun des deux groupes sont promus en D1 avec le meilleur deuxième. Compte-tenu de la saison à onze clubs, seuls le dernier de D1 est relégué et les deux vaiqueurs de groupe de D2 promus.

### Clubs participants
| \| Toulon EF Nantes MF Béthune Mouvaux UJS Toulouse Kingersheim Laval Marcouville \| Les clubs 2022-2023 |
| Toulon EF Nantes MF Béthune Mouvaux UJS Toulouse Kingersheim Laval Marcouville                           |

| Toulon EF Nantes MF Béthune Mouvaux UJS Toulouse Kingersheim Laval Marcouville |

| \| SC Paris Paris ACASA futsal Kremlin-Bicêtre \| Localisation des clubs de Paris et la petite couronne. |
| SC Paris Paris ACASA futsal Kremlin-Bicêtre                                                              |

| SC Paris Paris ACASA futsal Kremlin-Bicêtre |

Les neuf clubs maintenus en Division 1 repartent pour la saison 2022-2023. Malgré les trois montées initiales, seuls deux clubs sont promus en D1 pour l'exercice 2022-2023. En effet, les deux premiers du groupe A de Division 2 se voient refuser la montée et le troisième n'est pas autorisé à accéder en D1 par le comité exécutif de la FFF. La compétition se joue donc à onze clubs.
L'été 2022 est marqué par la seconde sanction consécutive contre l'ACCS AV 92, champion de France 2020-2021 et rétrogradé en D2 en 2021-2022. Le club francilien subit une seconde rétrogradation administrative, au niveau régional cette fois, au lieu de remonter dans l'élite après avoir remporté le groupe A de D2 2021-2022. Club français historique et deuxième de D2-A derrière ACCS, Garges Djibson se voit aussi refuser la montée pour raison financière.
Premier du groupe B de D2, le Kremlin-Bicêtre futsal est promu en D1 ainsi que le Marcouville City Cergy-Pontoise Agglo, de facto meilleur second de D2 et qui connaît sa sixième promotion consécutive.
| Nom                  | Fondé en | Saisons en D1 | Dernière montée | Meilleur résultat | Entraîneur                  | Résultat 2021-22 | Siège                                      | Salle                            |
| -------------------- | -------- | ------------- | --------------- | ----------------- | --------------------------- | ---------------- | ------------------------------------------ | -------------------------------- |
| Sporting Paris T     | 1984     | 15e           | 2008            | champion ×5       | Rodolphe Lopes              | 1er              | Île-de-France, Paris                       | Halle Georges-Carpentier 2       |
| Mouvaux LMF          | 2006     | 7e            | 2019            | vice-champion ×3  | Lucas Diniz                 | 2e               | Hauts-de-France, Nord, Mouvaux             | Espace Jean Richmond             |
| Nantes MF            | 2017     | 6e            | 2017            | 3e                | Fabrice Gacougnolle         | 3e               | Pays de la Loire, Loire-Atlantique, Nantes | Complexe sportif Mangin-Beaulieu |
| Toulon EF            | 2008     | 12e           | 2011            | champion ×1       | Felice Mastropierro         | 4e               | Provence-Alpes-Côte d'Azur, Var, Toulon    | Palais des sports                |
| Paris ACASA          | 2006     | 6e            | 2017            | 3e                | Marcelo Serpa               | 5e               | Île-de-France, Paris                       | Gymnase des Fillettes            |
| Étoile lavalloise FC | 2006     | 2e            | 2021            | 6e                | André Vanderlei             | 6e               | Pays de la Loire, Mayenne, Laval           | Espace Mayenne                   |
| UJS Toulouse         | 1991     | 6e            | 2017            | 7e                | Clément Galien              | 7e               | Occitanie, Haute-Garonne, Toulouse         | Palais des sports André-Brouat   |
| Béthune Futsal       | 2002     | 13e           | 2010            | 4e                | Yannick Ansart Aldo Canetti | 8e               | Hauts-de-France, Pas-de-Calais, Béthune    | Palais des sports Henri-Louchart |
| Kingersheim Futsal   | 2015     | 2e            | 2021            | 9e                | Jawad Belaïnoussi           | 9e               | Grand Est, Haut-Rhin, Kingersheim          | Salle polyvalente                |
| Kremlin-Bicêtre      | 2002     | 14e           | 2022            | champion ×4       | Johann Legeay               | 1er D2 B         | Île-de-France, Le Kremlin-Bicêtre          | Gymnase Ducasse                  |
| Marcouville City CPA | ?        | 1re           | 2022            | -                 | Smain Benkherouf            | 2e D2 B          | Île-de-France, Cergy-Pontoise              | Gymnase Philippe Hemet           |

### Médias
À la rentrée 2021, la FFF et Sportall concluent un contrat de partenariat d’une durée de cinq ans pour la diffusion de la D1 Futsal. Les matches du championnat de France sont ainsi diffusés en intégralité sur la chaîne digitale dédiée baptisée Futsal Zone. Produit par Sportall, nouvel acteur français sur le marché des médias digitaux et de ses droits de diffusion, cette plateforme (Futsalzone.tv) est est accessible sur tous les supports (téléphone mobile, tablette, desktop, TV) à un tarif préférentiel pour les licencié(e)s FFF.

## Compétition

### Phase préliminaire

#### Classement
| Rang | Équipe                   | Pts | J  | G  | N | P  | Bp  | Bc | Diff |
| ---- | ------------------------ | --- | -- | -- | - | -- | --- | -- | ---- |
| 1    | Étoile lavalloise C      | 51  | 20 | 16 | 3 | 1  | 112 | 49 | +63  |
| 2    | Nantes MF                | 43  | 20 | 14 | 1 | 5  | 91  | 57 | +34  |
| 3    | Sporting Paris T         | 42  | 20 | 13 | 3 | 4  | 81  | 62 | +19  |
| 4    | Mouvaux Lille MF         | 41  | 20 | 12 | 5 | 3  | 79  | 60 | +19  |
| 5    | Paris ACASA              | 34  | 20 | 10 | 4 | 6  | 77  | 65 | +12  |
| 6    | Toulon ÉF                | 24  | 20 | 6  | 6 | 8  | 66  | 80 | -14  |
| 7    | UJS Toulouse             | 20  | 20 | 5  | 5 | 10 | 66  | 75 | -9   |
| 8    | Kremlin-Bicêtre futsal P | 16  | 20 | 5  | 1 | 14 | 53  | 77 | -24  |
| 9    | Béthune Futsal           | 16  | 20 | 4  | 4 | 12 | 63  | 95 | -32  |
| 10   | Kingersheim Futsal       | 13  | 20 | 4  | 1 | 15 | 47  | 88 | -41  |
| 11   | Marcouville City CPA P   | 12  | 20 | 3  | 3 | 14 | 63  | 90 | -27  |

#### Résultats
| Résultats (▼dom., ►ext.)                                   | BF   | KF  | KBF | ELFC | MCCPA | MLMF | NMF | PACASA | SP  | TÉF | USJT |
| Béthune Futsal                                             |      | 5-3 | 1-3 | 5-5  | 4-0   | 2-4  | 2-8 | 2-2    | 5-4 | 1-4 | 5-5  |
| Kingersheim Futsal                                         | 4-0  |     | 2-0 | 2-5  | 5-4   | 2-3  | 2-4 | 1-2    | 1-4 | 5-4 | 1-2  |
| Kremlin-Bicêtre                                            | 6-4  | 6-1 |     | 0-2  | 2-0   | 1-4  | 2-4 | 5-8    | 1-3 | 2-3 | 4-2  |
| Étoile Lavalloise                                          | 8-5  | 8-0 | 8-2 |      | 10-2  | 6-2  | 7-1 | 4-3    | 4-1 | 9-3 | 6-3  |
| Marcouville City CPA                                       | 4-5  | 4-2 | 5-2 | 3-6  |       | 3-4  | 3-4 | 3-6    | 2-4 | 4-4 | 5-4  |
| Mouvaux Lille MF                                           | 5-2  | 4-4 | 6-3 | 3-4  | 6-4   |      | 6-2 | 2-2    | 3-3 | 5-5 | 3-2  |
| Nantes MF                                                  | 10-0 | 9-4 | 4-2 | 2-2  | 4-2   | 3-5  |     | 6-3    | 6-4 | 4-1 | 6-2  |
| Paris ACASA                                                | 5-4  | 6-1 | 4-4 | 4-7  | 5-3   | 4-1  | 3-2 |        | 3-3 | 3-1 | 6-4  |
| Sporting Paris                                             | 5-2  | 4-2 | 4-3 | 4-2  | 5-4   | 4-8  | 5-3 | 3-2    |     | 8-3 | 4-3  |
| Touloin ÉF                                                 | 6-5  | 6-4 | 7-3 | 3-3  | 4-4   | 1-2  | 0-6 | 4-2    | 4-4 |     | 2-2  |
| USJ Toulouse                                               | 4-4  | 8-1 | 5-2 | 1-6  | 4-4   | 3-3  | 2-3 | 5-4    | 1-5 | 4-1 |      |
| - Victoire à domicile - Match nul - Victoire à l'extérieur |      |     |     |      |       |      |     |        |     |     |      |

### Phase finale
Les demi-finales se jouent en match aller-retour opposant le 1er au 4e et le 2e au 3e, le club le mieux classé recevant au match retour. La finale se joue sur un terrain neutre désigné par la commission d’organisation. Le règlement prévoit une prolongation de deux fois cinq minutes en cas d ‘égalité puis des tirs au but. Comme la coupe nationale, elle est nommée « Michel Muffat-Joly » en hommage à l’ancien président du District de l’Isère et chef de délégation de l'Équipe de France de futsal disparu en 2020.
À la suite du classement de la première phase, modifié lors des résultats de la dernière journée, les demi-finales opposent Laval à Mouvaux Lille et Nantes au Sporting Paris.
Vainqueur de la saison régulière, l’Étoile lavalloise dispose facilement du Mouvaux Lille MF. Après leur succès au match aller à l'extérieur (4-6), les Mayennais ne laissent aucune chance à leurs adversaires au retour (9-1),. En revanche, le Sporting Club de Paris, tenant du titre et quintuple champion par le passé, s’impose à l’aller à domicile (3-1) et sont bousculés par le Nantes Métropole Futsal au retour (mené 4-1 après seize minute, 4-4 au final),.
|  | Demi-finales          | Demi-finales          | Demi-finales          | Demi-finales          |                   |                   | Finale              | Finale              | Finale              | Finale              |
|  |                       |                       |                       |                       |                   |                   |                     |                     |                     |                     |
|  | 27 mai et 3 juin 2023 | 27 mai et 3 juin 2023 | 27 mai et 3 juin 2023 | 27 mai et 3 juin 2023 |                   |                   | samedi 17 juin 2023 | samedi 17 juin 2023 | samedi 17 juin 2023 | samedi 17 juin 2023 |
|  | 1er                   | Étoile lavalloise     | 6                     | 9                     |                   |                   | samedi 17 juin 2023 | samedi 17 juin 2023 | samedi 17 juin 2023 | samedi 17 juin 2023 |
|  | 1er                   | Étoile lavalloise     | 6                     | 9                     |                   |                   | samedi 17 juin 2023 | samedi 17 juin 2023 | samedi 17 juin 2023 | samedi 17 juin 2023 |
|  | 4e                    | Mouvaux Lille MF      | 4                     | 1                     |                   |                   | samedi 17 juin 2023 | samedi 17 juin 2023 | samedi 17 juin 2023 | samedi 17 juin 2023 |
|  | 4e                    | Mouvaux Lille MF      | 4                     | 1                     | Étoile lavalloise | Étoile lavalloise | 5                   | 5                   |                     |                     |
|  | 27 mai et 4 juin 2023 |                       |                       |                       | Étoile lavalloise | Étoile lavalloise | 5                   | 5                   |                     |                     |
|  |                       |                       | Sporting Paris T      | Sporting Paris T      | 3                 | 3                 |                     |                     |                     |                     |
|  | 2e                    | Nantes MF             | Sporting Paris T      | Sporting Paris T      | 3                 | 3                 | 1                   | 4                   |                     |                     |
|  | 2e                    | Nantes MF             |                       |                       |                   |                   |                     | 4                   |                     |                     |
|  | 3e                    | Sporting Paris T      | 3                     | 4                     |                   |                   |                     |                     |                     |                     |
|  | 3e                    | Sporting Paris T      | 3                     | 4                     |                   |                   |                     |                     |                     |                     |

#### Finale
La finale du championnat de France D1 Futsal est placée le samedi 17 juin 2023 au Palais des sports de Caen,. La Ligue de football de Normandie organise la finale est sollicite la ville de Caen afin d’utiliser le Palais des sports. La rencontre est diffusée en direct sur Futsalzone.tv, la plateforme dédiée au futsal de Sportall. Une semaine après s'être affronté en finale de la Coupe de France (2-0 pour Laval), l'Étoile lavalloise et le Sporting Paris s'affronte pour le titre de champion de France,,. Il s'agit de la première finale de l'histoire du club basé à Laval, quand le Sporting, tenant du titre et quintuple champion par le passé,, dispute sa septième finale uniquement en championnat.
Dans une gymnase à guichets fermés et majoritairement acquis à la cause des Stellistes (un millier supporters mayennais), les joueurs de Rodolphe Lopes mènent rapidement 2-0 après seulement trois minutes de jeu. Mais Laval égalise par Mohammed et le Brésilien Diego Napoles en une minute et avant la dixième minute de jeu. À la mi-temps, le score est à l'avantage des Mayennais qui mènent 4-3, après deux nouveaux buts coups sur coup de l'ELMFC et une réduction du score par Landry N'Gala. En seconde période, les Stellistes font le break avec un but du meneur Souheil Mouhoudine (5-3, 25'). Aucun autre but n'est marqué, score final 5-3. Laval remporte son premier titre de Division 1, seulement eux ans après son accession dans l'élite, réalise le doublé Coupe-Championnat et se qualifie pour la Ligue des champions 2023-2024.
| Titulaires :    |                     |  |
|                 |                     |  |
| 1               | Louis Marquet       |  |
| 5               | Bilal Bakkali       |  |
| 17              | Souheil Mouhoudine  |  |
| 18              | Soufiane El Mesrar  |  |
| 19              | Abdessamad Mohammed |  |
|                 |                     |  |
| Remplaçants :   |                     |  |
| 4               | Thomas Lemarie      |  |
| 6               | Milo Morice         |  |
| 7               | Khalid Amzil        |  |
| 8               | Kaique Ivo          |  |
| 10              | Diego Napoles       |  |
| 11              | Anas Bakkali        |  |
| 12              | Jules Amiard        |  |
|                 |                     |  |
| Entraîneur :    |                     |  |
| André Vanderlei |                     |  |

| Titulaires :   |                    |  |
|                |                    |  |
| 12             | Laion De Freitas   |  |
| 7              | Ayoub Saadaoui     |  |
| 8              | Sid Ahmed Belhaj   |  |
| 10             | Alexandre Teixeira |  |
| 11             | Boulaye Ba         |  |
|                |                    |  |
| Remplaçants :  |                    |  |
| 1              | Ibrahima Square    |  |
| 3              | Thiago Bolinha     |  |
| 5              | Jonathan Chaulet   |  |
| 14             | Landry N'Gala      |  |
| 15             | Finéo de Araújo    |  |
| 17             | Steven Ndukuta     |  |
| 19             | Youba Soumaré      |  |
|                |                    |  |
| Entraîneur :   |                    |  |
| Rodolphe Lopes |                    |  |

| Titulaires :    |                     |  |
|                 |                     |  |
| 1               | Louis Marquet       |  |
| 5               | Bilal Bakkali       |  |
| 17              | Souheil Mouhoudine  |  |
| 18              | Soufiane El Mesrar  |  |
| 19              | Abdessamad Mohammed |  |
|                 |                     |  |
| Remplaçants :   |                     |  |
| 4               | Thomas Lemarie      |  |
| 6               | Milo Morice         |  |
| 7               | Khalid Amzil        |  |
| 8               | Kaique Ivo          |  |
| 10              | Diego Napoles       |  |
| 11              | Anas Bakkali        |  |
| 12              | Jules Amiard        |  |
|                 |                     |  |
| Entraîneur :    |                     |  |
| André Vanderlei |                     |  |

| Titulaires :   |                    |  |
|                |                    |  |
| 12             | Laion De Freitas   |  |
| 7              | Ayoub Saadaoui     |  |
| 8              | Sid Ahmed Belhaj   |  |
| 10             | Alexandre Teixeira |  |
| 11             | Boulaye Ba         |  |
|                |                    |  |
| Remplaçants :  |                    |  |
| 1              | Ibrahima Square    |  |
| 3              | Thiago Bolinha     |  |
| 5              | Jonathan Chaulet   |  |
| 14             | Landry N'Gala      |  |
| 15             | Finéo de Araújo    |  |
| 17             | Steven Ndukuta     |  |
| 19             | Youba Soumaré      |  |
|                |                    |  |
| Entraîneur :   |                    |  |
| Rodolphe Lopes |                    |  |

## Trophées individuels

### Meilleurs buteurs
| # | Nom                    | Club                  | Buts |
| - | ---------------------- | --------------------- | ---- |
| 1 | Soufiane El Mesrar     | Étoile lavalloise     | 30   |
| 2 | Mamadou Touré          | Paris ACASA           | 27   |
| 3 | Abdessamad Mohammed    | Étoile lavalloise     | 26   |
| 4 | Conrado Sampaio Santos | Futsal Club béthunois | 25   |
| 5 | Mounir Gagui           | Marcouville City CPA  | 20   |

### Récompenses Futsal Zone
Les capitaines et entraîneurs des onze clubs de D1 Futsal ainsi que 3 journalistes pré-sélectionnent trois nommés dans chaque catégorie : Meilleur joueur, Meilleur entraîneur, Meilleur gardien et Révélation de la saison. Le site web indique : « Ces trophées demeurent une opération organisée par futsalzone.tv et Sportall. Ils ne possèdent aucun valeur réglementaire et ne sont pas reconnus par la Fédération française de football ». Les résultats du vote sont dévoilés le samedi 17 juin 2023.
| Trophée                 | Vainqueur                  | Nommés                                                     |
| ----------------------- | -------------------------- | ---------------------------------------------------------- |
| Meilleur joueur         | Soufiane El Mesrar (Laval) | Abdessamad Mohammed et Souheil Mouhoudine (Laval)          |
| Meilleur gardien de but | Francis Lokoka (Nantes)    | Laion De Freitas (Sporting) et Darcio Forgiarini (Mouvaux) |
| Meilleur entraîneur     | André Vanderlei (Laval)    | Fabrice Gacougnolle (Nantes) et Marcelo Serpa (ACASA)      |
| Révélation              | Inza Koné (Kingersheim)    | Mounir Gagui (Marcouville) et Gora Diop (Nantes)           |

## Bilan de la saison
Lors de la vingtième et dernière journée, l'ordre des demi-finales et l'équipe reléguée sont modifiés. L’Étoile lavalloise, assurée de sa position de leader, et son dauphin Mouvaux Lille, s'affrontent lors de l'ultime rencontre. Grâce à leurs victoires sur le KB et Béthune, Nantes Métropole et le Sporting Paris passent devant les Nordistes, vaincus.
Dans la course au maintien Kingersheim double Marcouville, exempt pour la dernière journée. Les Alsaciens s'imposent 5-4 contre Toulon grâce à un but à la dernière seconde de l'ancien international à la quarantaine de sélections en équipe de France Zouhir Boumaza.
| Championnat de France de football 2022-2023 |                                  |
| Champion                                    | Étoile lavalloise (1er titre)    |
| Dauphin                                     | Sporting Paris                   |
| Champion d'automne                          | Étoile lavalloise                |
| Qualifications continentales                |                                  |
| Ligue des champions 2023-2024               | Étoile lavalloise                |
| Promotions et relégations                   |                                  |
| Promus en Division 1                        | Hérouville Futsal                |
| Promus en Division 1                        | GOAL Futsal                      |
| Promus en Division 1                        | AC Ajaccio                       |
| Relégués en Division 2                      | Marcouville City CPA             |
| Relégués en Division 2                      | Mouvaux Lille MF (arrêt du club) |